# Les Dirouilles

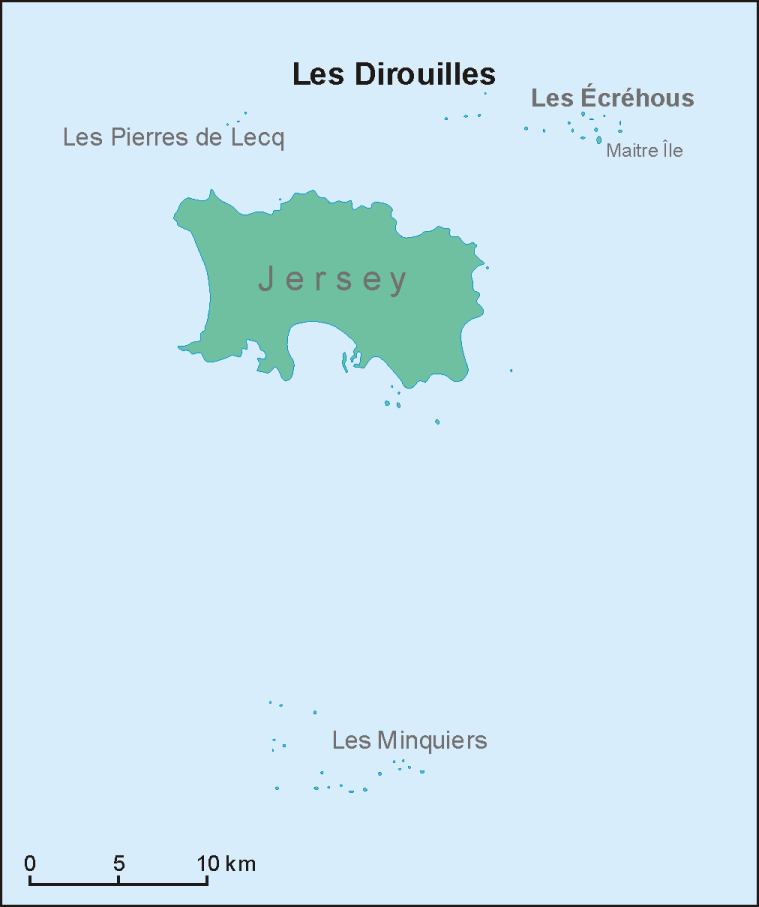
Bản đồ vị trí của Les Dirouilles

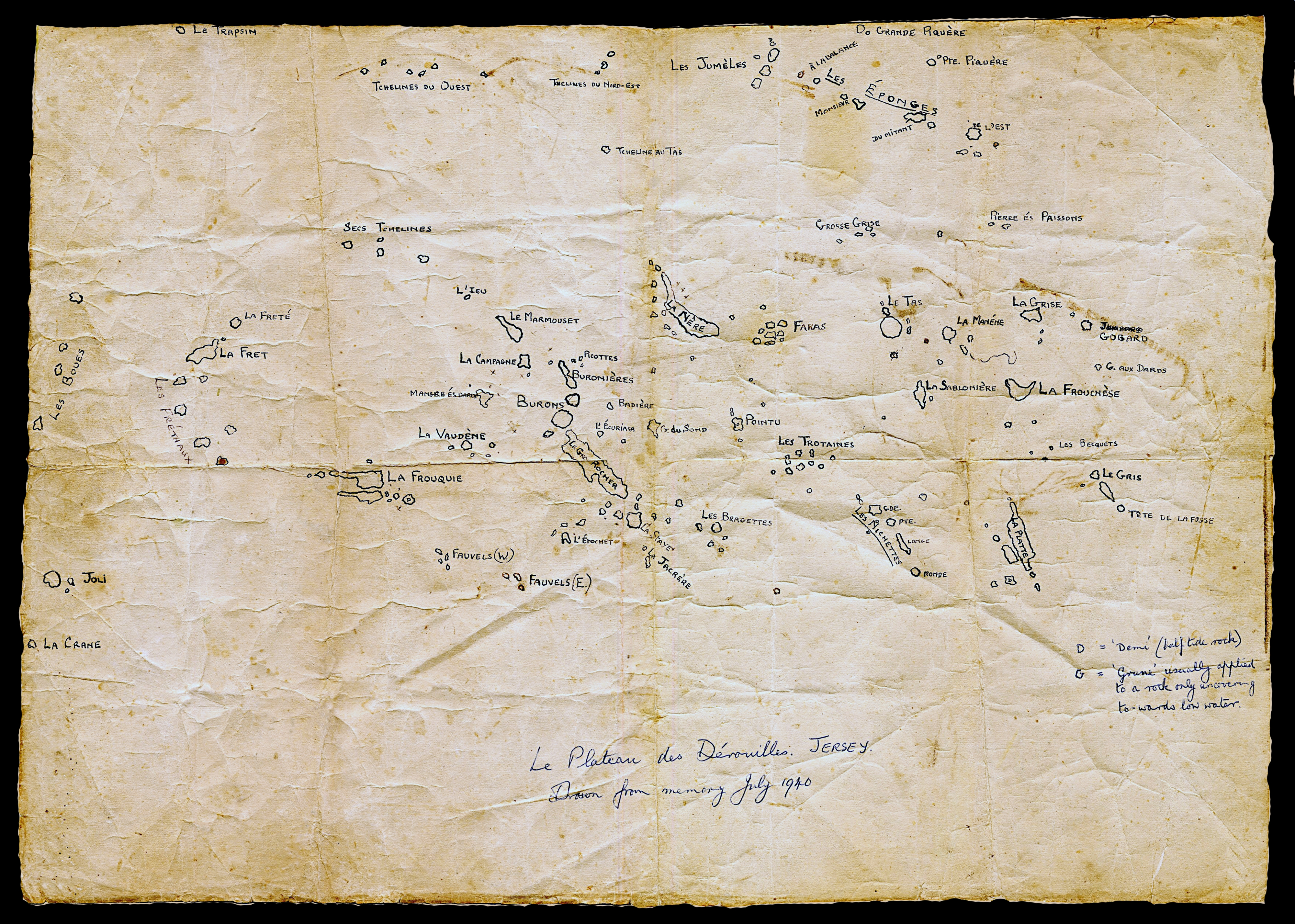
Bản đồ Les Dirouilles vẽ tay năm 1940

Les Dirouilles (tiếng Jèrriais: Les Dithouïl'yes) là một dải đá ở phía Đông Bắc thuộc Địa hạt Jersey, một Lãnh địa vương quyền của Vương quốc Anh. Về mặt lịch sử và hành chính, dãi đá thuộc giáo xứ Saint Martin.
Chúng có nhiều tên khác nhau, được đặt riêng lẻ và còn được gọi là Les Pièrres (đá).